# Metro v Almaty
Almatské metro (kazašsky Алматы метрополитені; rusky Алматинский метрополитен) je metro v největším kazašském městě Almaty. S několikaletým přerušením bylo budováno od roku 1988 a zprovozněno bylo 1. prosince 2011. Almatské metro je sovětského typu a vedle metra v uzbeckém Taškentu je jediným dopravním systémem svého druhu ve střední Asii.

## Historie
Hlavní město Kazašské sovětské socialistické republiky Alma-Ata se v 60. a 70. letech potýkalo s narůstajícími dopravními komplikacemi. Jezdila tam povrchová tramvaj. Aby se situace ve městě alespoň částečně zklidnila, zažádala Alma-Ata (jak se tehdy město jmenovalo) o výstavbu metra. Úředně byl projekt almatského metra schválen v roce 1981, přípravné práce byly zahájeny ještě téhož roku. Během prací ale byly zjištěny geologické problémy vyplývající z podhorské polohy města. Stavitele tak čekaly zhoršené podmínky se stavbou tunelů a stanic, kladení většího důrazu na bezpečnost pro případ zemětřesení (město bylo zničeno zemětřesením již dvakrát) a dalšími problémy. Projekt musel být několikrát předělán a přípravné práce se tak protáhly na dlouhých sedm let.

## Stavba
Vlastní stavba almatského metra byla zahájena v roce 1988, kdy se začala stavět 1. trasa v úseku Alatau – Ulitsa Rayimbeka, součástí stavby bylo i depo. Stavba časem nabývala jasnějších a konkrétních obrysů, termín otevření prvního úseku metra byl odhadován na rok 1994. V prosinci 1991 se však rozpadl Sovětský svaz a Alma-Ata přišla o dotace z Moskvy na výstavbu metra, které nová Republika Kazachstán nebyla schopna poskytnout. Stavba metra tak musela být přerušena.
V 90. letech se několikrát objevily návrhy na dostavbu metra, ale všechny byly zamítnuty. Následné stěhování hlavního města z Almaty do Astany uložilo celý projekt na několik dalších let prakticky k ledu.
Dostavba almatského metra byla schválena až v roce 2003 kazašským parlamentem a stavba tak mohla pokračovat. Nemalou zásluhu na tom měl bývalý kazašský prezident Nursultan Nazarbajev, který almatskému metru zajistil nezbytné finanční prostředky. První úsek metra byl otevřen 1. prosince 2011, po více než 23 letech od zahájení stavby.

## Provoz
Dokončená 1. trasa, označována červenou barvou, začíná a končí na severním okraji centra stanicí Ulitsa Rayimbeka, poblíž které se nachází depo. Stanice se nachází poblíž nádraží Almaty-II, přímá vazba z nádraží na metro ale není. Trasa vede centrem města na jih a poté se stáčí na západ ke konečné stanici Alatau. Trasa s devíti stanicemi měří 13,4 km. provoz na ní zajišťuje 20 pětivozových vlaků typu 81-71 v modernizované verzi. Existovala varianta, že Škoda Plzeň do Almaty dodá soupravy 81-71M, k oficiálním jednáním ale nakonec nedošlo. Celková doba jízdy z jedné konečné stanice na druhou, při max. rychlosti 40 km/h, je 12 minut.

## Budoucnost
Po dokončení 1. úseku se počítá s výstavbou druhé trasy (značená zeleně), která povede od Parku Gorkogo na západ centra, odkud se bude stáčet na jih, na Alatau. S 1. trasou se překříží ve dvou stanicích a vytvoří tak centrální čtyřúhelník almatského metra. Druhá trasa pak povede dále na jihovýchod do stanice Orbitau, kde bude mít vlastní depo. Prodloužena bude i 1. linka směrem na západ. Třetí trasa by měla vést od Ulitse Rayimbeky, kde bude vazba na 1. linku, směrem na severní okraj města, k nádraží Almaty-I. Trasa je značená modrou barvou a bude vybudováno jako lehké metro. Časový horizont zprovozňování nových úseků zatím není znám.